# هیروکی کوریموتو
هیروکی کوریموتو (انگلیسی: Hiroki Kurimoto؛ زادهٔ ۱۶ ژوئن ۱۹۹۰) بازیکن فوتبال اهل ژاپن است.